# Lumea morților
Soul Survivors este un film de groază și thriller psihologic regizat de Stephen Carpenter.

## Povestea
Lumea Morților și Lumea Viilor sunt pe cale să se unească
Uneori, viața sau moartea sunt doar chestiuni de alegere.
Annabel (Eliza Dushku) și Matt (Wes Bentley) trebuie să își ajute prietena să ia această decizie – iar acest ajutor se va dovedi a fi o aventură ucigașă.
O tânără liceeancă, Cassandra “Cassie” (Melissa Sagemiller), trăiește un adevărat coșmar, cu apariții din altă lume, după ce a suferit un accident de mașină devastator. Realitatea și supranaturalul se întrepătrund în stările de trezire sau de somn ale lui Cassie. Bântuită de o creatură foarte ciudată, unica ei speranță este șansa reîntâlnirii cu dragostea sa pierdută, Sean (Casey Affleck), ajutată fiind si de un tânăr și misterios preot, Părintele Jude (Luke Wilson). Este spiritul lui Sean, sufletul ei pereche, care o ghidează către dragoste, dar în același timp forțele Răului o atrag către partea întunecată a lumii. Oare va avea Cassie puterea să rămână de partea Binelui?

## Distribuție
- Melissa Sagemiller - Cassie
- Casey Affleck - Sean
- Eliza Dushku - Annabel
- Wes Bentley - Matt
- Angela Featherstone - Raven
- Luke Wilson - Father Jude
- Allen Hamilton - Dr. Haverston
- Ken Moreno - Hideous Dancer
- Carl Paoli - Deathmask
- Barbara E. Robertson - Margaret
- Richard Pickren - Ben
- Candace Kroslak - Cool Blonde
- Ryan Kitley - Young Cop
- Rick Snyder - Father McManus
- Danny Goldberg - Campus Cop
- Scott Benjaminson - Second Campus Cop
- T.J. Jagodowski - ER Doctor
- Christine Dunford - ER Nurse
- Amy Farrington - ER Doctor - Midtown
- Lily Mojekwu - ER Nurse Midtown
- Lusia Strus - Stern Nurse
- Michael Sassone - Minister
- Carrie Southworth - Murdered Girl
- Adam Joyce - Male Student
- Kelli Nonnemacher - Coed #1